# Iris Scholten
Iris Scholten (* 15. November 1999 in Nijmegen) ist eine niederländische Volleyballspielerin.

## Karriere
Scholten begann ihre Karriere im Alter von fünf Jahren bei Switch 87 in Millingen am Rhein. Später spielte sie bei Vocasa Nijmegen, bevor sie zum Talentteam Papendal ging, bei dem der niederländische Nachwuchs gefördert wird. Anschließend wechselte sie zu VV Alterno Apeldoorn. Mit dem Verein wurde sie 2018 niederländische Vizemeisterin. Anschließend wurde sie vom deutschen Bundesligisten Rote Raben Vilsbiburg verpflichtet. Im Juni 2020 wechselte sie ins Team von NawaRo Straubing und 2021 zum USC Münster. 2023 wechselte Scholten nach China zu Shenzhen Zhongsai.
Scholten spielt seit 2021 auch in der niederländischen Nationalmannschaft.